# Tembo the Badass Elephant
Tembo the Badass Elephant est un jeu vidéo de plates-formes développé par Game Freak et édité par Sega, sorti en 2015 sur Windows, PlayStation 4 et Xbox One.
Le joueur y incarne un éléphant nommé Tembo, qui dispose de plusieurs capacités comme écraser les structures et les objets. Il doit parcourir plusieurs niveaux pour sauver une métropole connue sous le nom de Shell City d'une armée maléfique envahissante nommée Phantom.

## Accueil
- Jeuxvideo.com : 16/20[1]